# Wolfgang Mager
Wolfgang Mager (Kamenz, 24 agosto 1952) è un ex canottiere tedesco.

## Palmarès

### Olimpiadi
- 2 medaglie:
  - 2 ori (Monaco di Baviera 1972 nel due senza; Montréal 1976 nel quattro senza)

### Mondiali
- 1 medaglia:
  - 1 oro (Lucerna 1974 nel quattro senza)